# Dekanat Aschaffenburg
Das Dekanat Aschaffenburg ist seit dem 1. Oktober 2021 eines von neun Dekanaten im römisch-katholischen Bistum Würzburg.
Es entstand im Zuge des Prozesses „Gemeinsam Kirche sein – Pastoral der Zukunft“ durch die Zusammenlegung der ehemaligen Dekanate Aschaffenburg-Stadt, Aschaffenburg-Ost, Aschaffenburg-West sowie Alzenau.
Das Gebiet des Dekanats entspricht dem Landkreis Aschaffenburg und der Stadt Aschaffenburg. Es grenzt im Norden an das Bistum Fulda, im Osten an das Dekanat Main-Spessart, im Süden an das Dekanat Miltenberg und im Westen an das Bistum Mainz.
Das Dekanat gliedert sich in die Pastoralen Räume Alzenau, Aschaffenburg, Aschaffenburg Ost, Aschaffenburg West, Kahlgrund, Spessart Mitte und Spessart Nord.
Dekan ist (Stand Januar 2024) Martin Heim, Kurator des Pastoralen Raums Aschaffenburg. Sein Stellvertreter ist Erich Sauer, Kurator des Pastoralen Raums Aschaffenburg Ost. Verwaltungssitz ist Aschaffenburg.